# Frank Alamo
Frank Alamo (París, 12 de octubre de 1941-París, 11 de octubre de 2012), nacido Jean-François Grandín, fue un cantante francés que alcanzó su mayor éxito en los años sesenta.
Cantó en uno de los principales coro franceses para niños, Les Petits Chanteurs à la Croix de Bois. Entre 1957 y 1960 estudió música en Londres.
En 1962, mientras esquiaba en Val-d'Isère, conoció a promotor musical pop y ejecutivo discográfico Eddie Barclay, quien lo escuchó cantar canciones populares británicas y estadounidenses en francés. Barclay lo contrató para su sello, y lo convenció de adoptar el nombre artístico de Frank Alamo (cuyo apellido es un homenaje a la película de John Wayne El Álamo.
Alamo ayudó a popularizar el estilo musical yeyé en Francia.
Sus grabaciones más exitosas fueron Je veux prendre ta main (I want to hold your hand), Je me bats pour gagner (A hard day's night) y Biche ô ma biche (Sweets for my sweet).
En un período de cinco años ―entre principios y mediados de los años sesenta, lanzó un total de 30 singles incluyendo algunas canciones originales.
En 1969 se casó, y se retiró del negocio de la música. Se convirtió en fotógrafo y más tarde en gerente en la industria automotriz.
En 1983 persiguió a una hermosa muchacha rubia que conducía un juvenil jeep. Ella lo llevó hasta la fábrica de estos vehículos. Alamo decidió no comprar un jeep, sino toda la fábrica: la empresa del jeep Dallas. En 1996 la vendió para dedicarse nuevamente a cantar en público.
Sin embargo, nunca recuperó el éxito de tres décadas antes.
Se casó dos veces. En los años 2000 se le diagnosticó una esclerosis lateral amiotrófica (enfermedad que gradual e irreversiblemente destruye la cobertura de las neuronas motoras).
Murió de esta enfermedad en París en 2012, en la víspera de su cumpleaños 71.